# Devils Hole pupfish
Devils Hole pupfish (Cyprinodon diabolis) er en fisk som udelukkende lever i Devils Hole, i Ash Meadows National Wildlife Refuge øst for Death Valley. Den er beskrevet som verdens mest sjældne fisk. I 1970'erne fandtes cirka 400 af arten i Devils Hole, mens man i 2016 skønnede at antallet var på cirka 30 eksemplarer af fisken.